# Cliff Bastin
Cliff Bastin (Heavitree, 14 marzo 1912 – Exeter, 4 dicembre 1991) è stato un calciatore inglese, di ruolo centrocampista.

## Caratteristiche tecniche
Era un'ala.

## Palmarès

### Club

#### Competizioni nazionali
- Campionato inglese: 5

Arsenal: 1930-1931, 1932-1933, 1933-1934, 1934-1935, 1937-1938
- Coppa d'Inghilterra: 2

Arsenal: 1929-1930, 1935-1936
- Community Shield: 5

Arsenal: 1930, 1931, 1933, 1934, 1938